# Turistická značená trasa 4238
 Turistická značená trasa 4238 je 7,5 kilometrů dlouhá zeleně značená turistická trasa Klubu českých turistů v okresech Ústí nad Orlicí a Rychnov nad Kněžnou spojující Brandýs nad Orlicí s Hájkem. Její převažující směr je severní. Úvodní úsek se nachází na území Přírodního parku Orlice.

## Průběh trasy
Turistická trasa má svůj počátek na náměstí v Brandýse nad Orlicí, kde navazuje na rovněž zeleně značenou trasou 4444 z Chocně. Průchozí je zde červeně značená trasa 0455 z Chocně do Ústí nad Orlicí,  modře značená trasa 1910 z Ústí nad Orlicí, na kterou zde navazuje trasa 1911 alternativně zpět do Ústí nad Orlicí, a žlutě značená okružní trasa 7372 obsluhující okolí samotného Brandýsa nad Orlicí. Trasa opouští město Jiskrovým údolím k severovýchodu a vystoupá jím na křížení se silnicí II/312. Odtud klesá lesní pěšinou k severozápadu do Velké Skrovnice, odkud pokračuje po silnici do Skrovnice Malé. Z ní přechází pěšinou nízký hřeben do osady Hájek, kde končí na rozcestí se zde navazující zeleně značenou trasou 4334 do Potštejna a výchozí žlutě značenou trasou 7266 trasou do Chocně.

## Historie
Trasa dříve pokračovala do Potštejna, její závěrečný úsek byl ale vydělen a přečíslován na trasu 4334.

## Turistické zajímavosti na trase
- Pamětní síň Jana Amose Komenského na radnici v Brandýse nad Orlicí
- Rikitanova studánka v Jiskrově údolí
- Pramen U Obrázku
- Socha svatého Václava ve Velké Skrovnici
- Lurdská jeskyně se sochou Panny Marie ve Velké Skrovnici
- Lovecký zámeček Hájek